# Aaron Krüger
Aaron Jerome Krüger (* 23. April 1989 in Kirchheimbolanden) ist ein guamisch-deutscher Fußballspieler.

## Karriere

### Klub
Bis Ende 2013 stand er beim FV Budenheim im Kader, bis er dann Anfang 2014 zum FSV Nieder-Olm wechselte. Dort war er dann für 3½ Jahre aktiv, um sich schließlich im Sommer 2017 dem TV 1817 Mainz anzuschließen. Von dort kehrte er aber nach einer Saison zurück zum FSV Nieder-Olm. Ab dem Start des Jahres 2019 stand er dann im Kader des SV Wiesbaden. Seit dem Sommer 2022 pausiert er aber.

### Nationalmannschaft
Durch einen Urlaub in der Heimat seines Vaters (Guam) kam er in Kontakt mit dem damaligen Kapitän des Rovers FC, Jason Cunliffe, bei dem er mittrainieren konnte. Dieser bot ihm an, für die Nationalmannschaft von Guam zu spielen. Zunächst konnte dies jedoch nicht realisiert werden.
Nach einem Trainerwechsel im Jahr 2018 nahm Krüger an einem Trainingslager der Nationalmannschaft teil und stand schließlich im Kader der Mannschaft für drei Spiele im Herbst 2019 während der Qualifikation für die Weltmeisterschaft 2022. Bei den beiden Partien gegen die Volksrepublik China und Syrien im Oktober wurde er jedoch nicht eingesetzt. Erst bei der 1:3-Niederlage gegen die Malediven kam er am 19. November 2019 zu seinem ersten Länderspieleinsatz. In der 73. Minute wurde er für Dylan Naputi eingewechselt. Dies blieb bis dato sein einziger Einsatz im Trikot der Nationalmannschaft.